# 80-та піхотна дивізія (Третій Рейх)
80-та піхотна дивізія (Третій Рейх) (нім. 80. Infanterie-Division) — піхотна дивізія Вермахту за часів Другої світової війни.

## Історія
80-та піхотна дивізія розпочала формування 5 травня 1943, однак вже у червні її підрозділи були спрямовані на формування 334-ї піхотної дивізії.

## Райони бойових дій
- Німеччина (травень — червень 1943).